# Новопокровское (Тульская область)
Новопокровское — село в Богородицком районе Тульской области России.
В рамках административно-территориального устройства является центром Новопокровского сельского округа Богородицкого района, в рамках организации местного самоуправления входит в Иевлевское сельское поселение.

## География
Расположено в 3 км к северо-западу от города Богородицка на берегу реки Кобылинка и небольшого ручья Красный осётрик. С запада к селу примыкает село Кобылинка.  В 1 километре западнее Новопокровского проходит платный участок федеральной трассы М4 «Дон», а восточнее — старый участок этой же автодороги, являющийся бесплатным.

## Население
| 2002 | 2010 |
| ---- | ---- |
| 892  | ↘792 |

## История
Село было образовано в 1819 году при переселении жителей Пушкарской слободы с реки Упёрта при строительстве города Богородицка на левом берегу пруда. Первое название тогда ещё деревни — Красный осетрик, по названию ручья. Второе название, которое деревня получила уже от людей - Аксенцы. Вероятнее всего, название произошло от тюркского гидронима Аксу, аксай — овраг, сухое русло, временная река, пересыхающий водоём. Настоящее название село получило после строительства в нём в 1869 году церкви во имя Покрова Пресвятой Богородицы.
В 1970—1980 годах в районе села действовали угольные шахты разреза «Богородицкий», сохранились участки железнодорожных путей и терриконы.

## Достопримечательности
В центре села расположена церковь Покрова Пресвятой Богородицы, построенная в 1869 году. Была закрыта с 1936 по 1995 год.
В 1 километре восточнее села, около старого участка трассы «Дон» находится Курган бессмертия — мемориал павшим на фронтах Великой Отечественной войны богородчанам. Мемориал заложен на День Победы 9 мая 1968 года, а открыт 6 июля 1969 года.
Недалеко от мемориала, ближе к селу находится памятник венгерским военнопленным. Памятник установлен на кладбище существовавшего здесь в 1945—1948 годах лаготделения 323/4. Захоронено 105 военнопленных, большинство из них — немцы (70) и венгры (25).

## Транспорт
Село Новопокровское связано с районным центром автобусным маршрутом № 173. Рейсы осуществляются 4 раза в день. 

## Инфраструктура
В селе действует средняя школа № 29 (открыта в 1974 году). В 2019 году построено новое здание сельского Дома культуры. Действует магазин, отделение почты №301813.